# 張順孫 (朝鮮)
張順孫（：／，1453年—1534年9月11日），字自活、又字士浩。本貫仁同張氏，朝鮮王朝文臣。
1485別試文科三等及第，被任命為定言、弘文館應教。後歷任承政院同副承旨、右副承旨、左承旨、都承旨、弘文館副提學、全羅道觀察使、大司諫、大司憲、漢城府右尹、漢城府左尹、吏曹參判、禮曹參判、兵曹參判、刑曹判書、戶曹判書、兵曹判書等職。己卯士禍中，受到趙光祖的牽連而罷官。此後，歷任吏曹判書、工曹判書、漢城府判尹、判義禁府事、右參贊、左參贊、右贊成、左贊成、右議政、左議政。1533年，就任領議政。他是金安老的親信。死後諡號文肅。